# حسن أباد توكلي
حسن‌ أباد توكلي هي قرية في مقاطعة نائين، إيران. عدد سكان هذه القرية هو 10 في سنة 2006.